# Qantelaar
Qantelaar is een Belgisch bier van hoge gisting.
Het bier wordt gebrouwen in opdracht van Proefbrouwerij d'oude Maalderij in Brouwerij Maenhout te Meulebeke. 
Het is een donkerbruin bier met een alcoholpercentage van 8%. Het recept werd ontwikkeld door vier hobbybrouwers uit Lichtervelde. De Q verwijst naar het biertype (quadrupel) en de aar vindt men ook terug op het logo (gerstaren).